# Intoxicație cu blocante ale canalelor de calciu
Intoxicația cu blocante ale canalelor de calciu, otrăvirea cu blocante ale canalelor de calciu sau supradozarea cu blocante ale canalelor de calciu reprezintă administrarea unui număr prea mare de medicamente de tipul celor cunoscute ca blocante ale canalelor de calciu, fie accidental, fie intenționat. Adeseori, aceasta cauzează o un ritm cardiac lent și scăderea tensiunii arteriale. Aceasta poate duce la o oprire completă a inimii. Alte simptome pot include greață, stări de vomă, somnolență și dificultăți de respirație. Simptomele apar, de obicei, în primele șase ore, dar prin utilizarea anumitor tipuri de medicație, acestea pot apărea abia după 24 de ore.

## Tratamente
Există o serie de tratamente ce pot fi utile. Acestea includ eforturile de a reduce absorbția medicamentului, inclusiv: cărbunele activat administrat oral sau irigare completă a intestinelor. Eforturile de a provoca voma nu sunt recomandate. Medicamentele ce pot trata efectele toxice includ: fluide administrate intravenos, gluconat de calciu, glucagon, doze ridicate de insulină, vasopresoare și emulsii de lipide. Oxigenarea prin membrana extracorporală poate fi, de asemenea, o opțiune.

## Epidemiologie
În anul 2010, în Statele Unite ale Americii au fost raportate peste zece mii de cazuri de toxicitate cauzată de blocantele de canale de calciu. Alături de beta-blocante și digoxin, blocantele canalelor de calciu au una dintre cele mai ridicate rate de deces cauzate de supradoză. Aceste medicamente au devenit disponibile pentru prima oară în anii 1970 și 1980. Acestea reprezintă unele dintre puținele medicamente unde o singură pastilă poate duce la decesul unui copil.